# スキルトイ

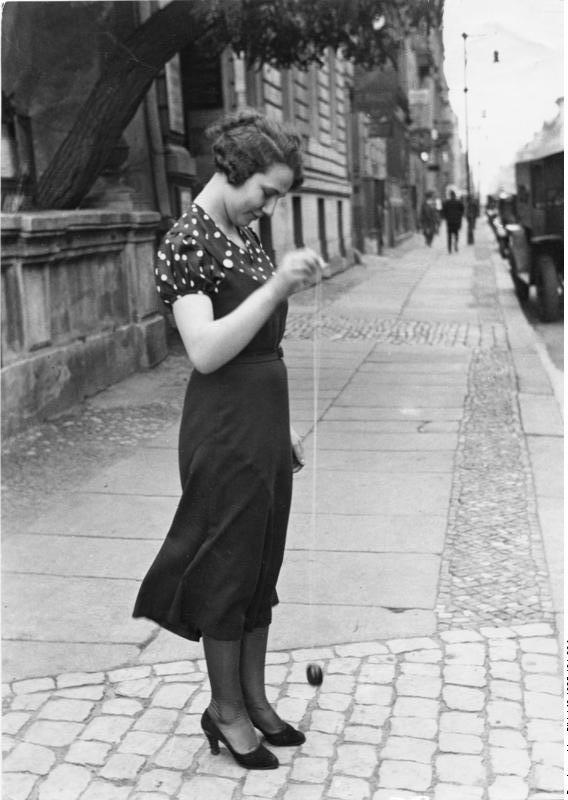
ヨーヨーはスキルトイの一つである。

スキルトイ（skill toy）とは、 器用さや技術を要する玩具およびその玩具芸の事を意味する。広義ではパフォーマンス等に用いられる小道具も含まれる。 操作したり、回転させたり、投げたり、単に遊んだりすることができる。 ほとんどのスキルトイは一人で使用するが、フットバッグ、 ジャグリングなど、複数人で行うものもある。

## 例
スキルトイ の一般的な例は次のとおり。
- アーティスティック・ビリヤード
- 竹とんぼ
- バトントワリング
- Bilibo[1]
- ボーラ
  - アラスカ・ヨーヨー
  - Astrojax（アストロジャックス）
  - アメリカンクラッカー
  - Meteor
  - Monkey Knuckles
  - ポイ
- ベグレリ
- ブーメラン
- ボトルフリップ
- スーパーボール
- Bullroarer
- フラリッシュ

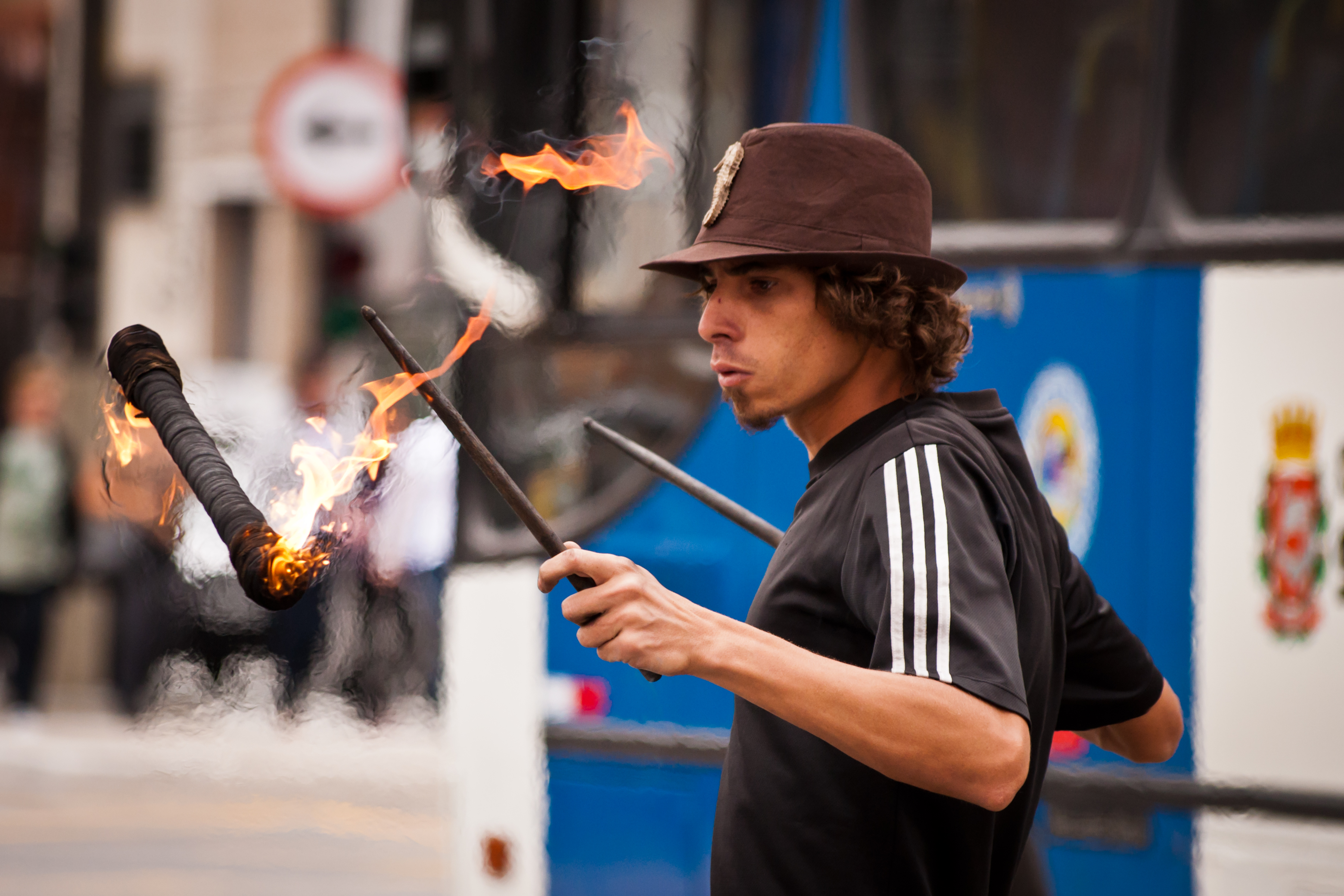
デビルスティックを使ったパフォーマー

- キャッチボール や related variants:
  - Aerobie（エアロビー）
  - Playing catch with 野球ボール and ミット
  - フリスビー (Frisbee) ／フライングディスク (Flying disc)
  - Throwing an American football between two or more people
  - Hot potato（ホットポテトゲーム）
  - Keep away
  - Throwball
- ガッカ
- Chatter ring（Gyro Ring/ジャイロリング）
- コインテクニック
  - Coin manipulation
  - Coin spinning
  - coin flipping
  - coin shooting/flicking/snapping
  - Poker chip tricks
- コンタクトジャグリング
  - 健身球
- デビルスティック
- ディアボロ
- ダイス スタッキング（Dice stacking）
- ドラムスティック manipulation
- Fanning
- Flags
  - カラーガード
  - Flag throwing
  - Flagging
  - Pep flags
- Flip book（パラパラマンガ）
- Glowsticking
- Gunspinning, Fast Draw, Trick Shooting, and Fancy Gun Handling
- Halo ring and chain.
- Hat manipulation（ハットジャグリング専用帽）
- Hocker, as in Stool tricking or Sporthocker
- Hoops
  - Fire hooping（ファイヤーフープ）
  - Hoop (rhythmic gymnastics)
  - Hoop busker
  - エアリアル・フープ（Aeriel Hoop）
  - 輪回し
  - フラフープ
  - Native American Hoop Dance
- Jump ropes
  - ゴムとび
  - ロープワーク (新体操等)
  - Skip-It (Lemon Twist or Footsie)
  - 縄跳び
- Jwibulnori (perhaps also called Rat Fire), fire can spinning
- Keepie Uppie, and various related forms:
  - Balloon (game)
  - Basse
  - Battledore and shuttlecock (or Jeu de volant)
  - ボサボール
  - チンロン
  - Cuju
  - フットバッグ
  - Footvolley
  - Hand sack
  - 羽根突き
  - ジェンズ
  - Jegichagi
  - Kai (a cooperative game from the Torres Strait)
  - 蹴鞠
  - Peteca
  - セパタクロー
  - Sipa（タガログ語で「蹴る」という意味）
  - Tossing the Ball (Cree volleyball game)
  - バレーボール
  - Woggabaliri
- 凧
- 剣術 と フェンシング
  - バタフライナイフ
  - Karambit
  - 投げナイフ
  - ウルミ
- ジャックス
- Labyrinth
- 投げ縄
- ビー玉
- Paddleballs
  - Bolo bat
- ペーパーローリング
- Pen spinning（ペン回し）
- Pili（ジェンズ）
- ホッピング
  - ジャンピング・スティルト
  - Space hopper（ジュニアスペースホッパー）
- Punching bag and dummy
  - Inflated punching dummy（ボクシングスタンド- アップパンチングダミー）
  - Mook jong（木人）
  - サンドバッグ
- 輪投げ 他 related games
  - Cup-and-ball and Ring and pin
    - けん玉

  - Deck tennis および Tennikoit（テニコート）
  - Game of graces
  - Game of Ring Toss
  - Ringing the bull and Bimini Ring Game
- Ribbons
  - リボン (新体操)
  - 農楽 や Yoldubal
- 木馬
- 縄鏢 や Dragon beard hook
- Scoop ball, Jai alai (toy version) which uses a wiffle ball
- Skateboarding（スケートボード）
- スリンキー
- Speed typing contest（タイピング競技）
- Speedcubing（スピードキュービング）
- Staff (various staffs of various lengths from various martial arts)
  - 三節棍
  - Two section staff
- フィンガーボード
- Tibetan prayer wheel
- Tiddlywinks
- Trick shot (billiards)　ビリヤードのトリックショット
- 独楽 や other spinners
  - オイラー スピニングディスク（Euler's disk）
  - ジャイロスコープ
  - ハリケーンボール （Hurricane balls）
  - ラトルバック
  - 逆立ちゴマ
- たいまつ
- Tri-Thology
- 一輪車
- Whee-lo
- Whirligig (Buzzer)　片手ぶんぶんゴマ
  - Op Yop
- ウィップクラッキング（Whipcracking）
- ヨーヨー
  - パンチバルーン（Punch balloon）
  - Yo-yo water ball（水ヨーヨー、水風船）
- ジッポー

## ジャグリング小道具
次のようなものが使用されている
- 空中フープ
- 空中シルク
- バランスボード （ローラーボーラー）
- 曲芸椅子
- シガーボックス
- コンタクトジャグリング
- Cyrホイール
- フレアバーテンディング
  - Teh tarik （Pulled Tea）
- ジャグリングクラブ
  - インドクラブ
- ジャグリング・リング
- ジャグリング・ボール
- ナイフ・ジャグリング
- ログローリング
- リズリー
- ローリンググローブ
- トーチ
- サイントワーリング
- ボールジャグリング
- 回転プレート（皿回し）
- 石飛び
- 高床式ウォーキング
- ティーターボード
- ホイール体操（ラート）